# Porkkala

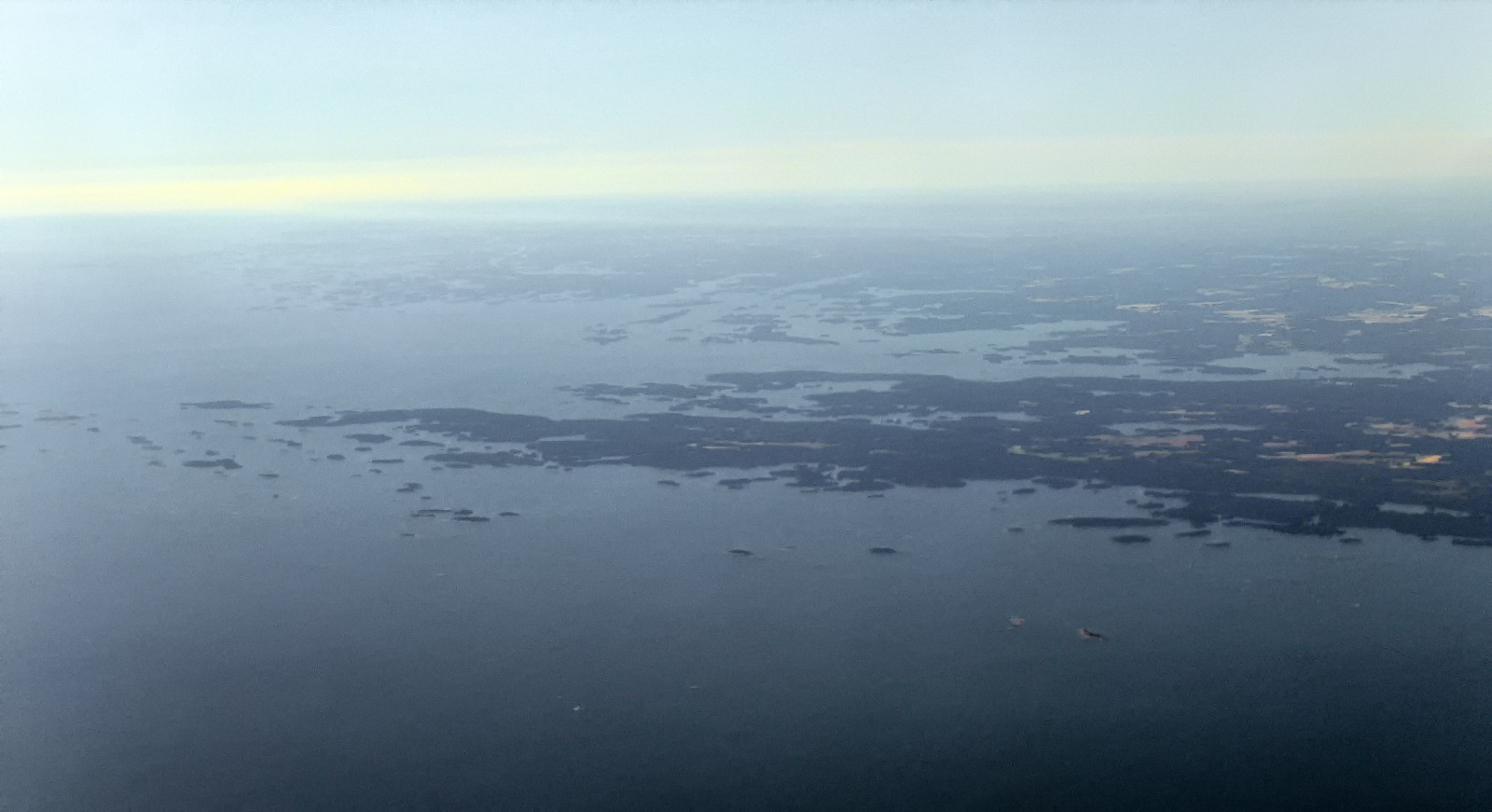
Vista aerea della penisola di Porkkala

Porkkala (in svedese Porkala, in russo Порккала?, Porkkala) è una penisola nel golfo di Finlandia. Amministrativamente fa parte del comune finlandese di Kirkkonummi.

## Geografia

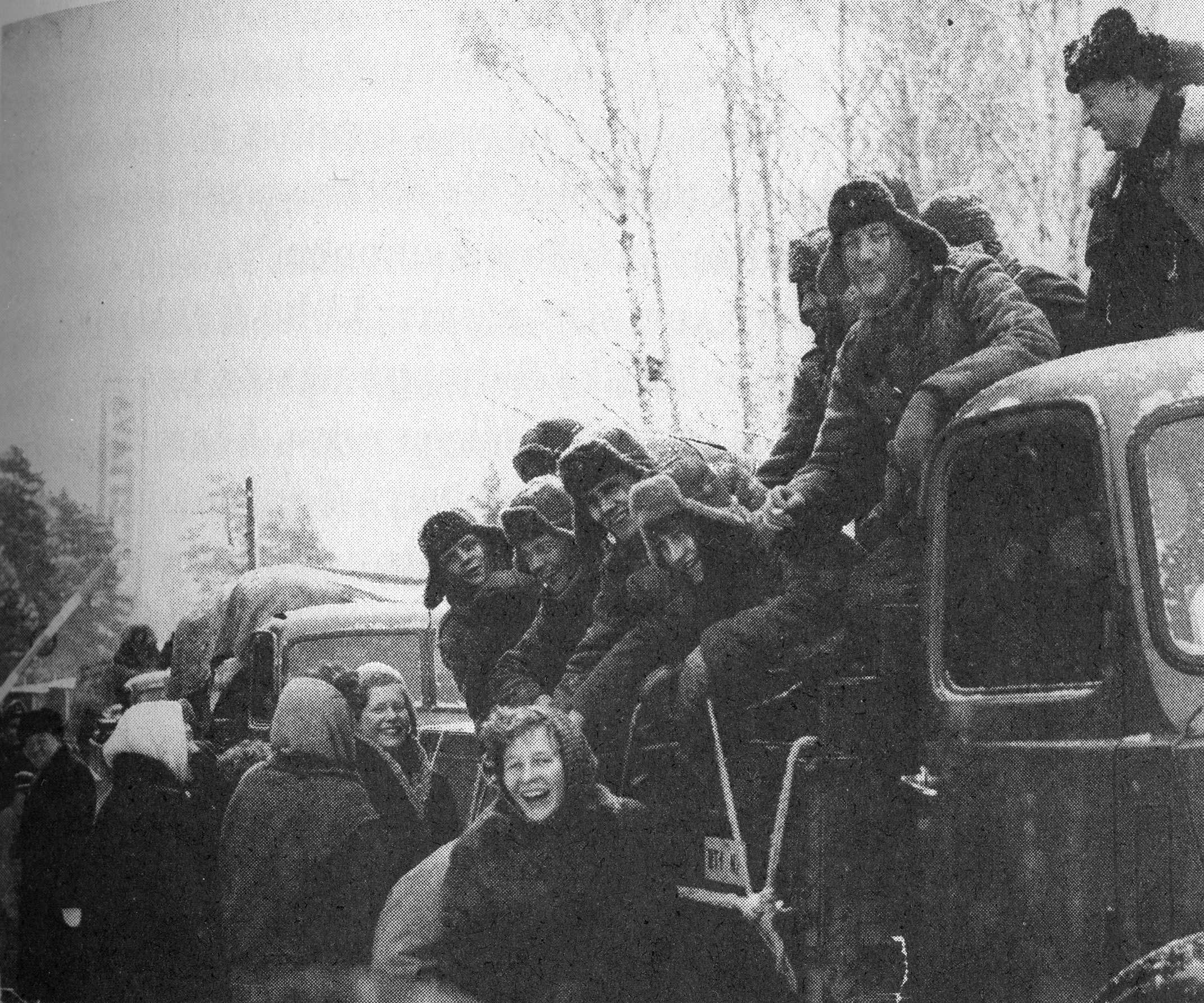
I finlandesi ritornano a Porkkala il 26 gennaio 1956

La penisola è situata nel Sud della Finlandia, a una trentina di chilometri da Helsinki e sostanzialmente alle porte del golfo di Finlandia. Nella prima metà del XX secolo ebbe grande valore strategico in quanto l'artiglieria costiera qui posizionata poteva coprire più della metà del golfo di Finlandia. Pertanto controllando sia Porkkala sia le più vicine coste estoni di fronte (distanti soltanto 36 chilometri), si sarebbero potuti bloccare gli accessi al golfo e, in particolare, i collegamenti tra San Pietroburgo e il Mar Baltico.

## Storia

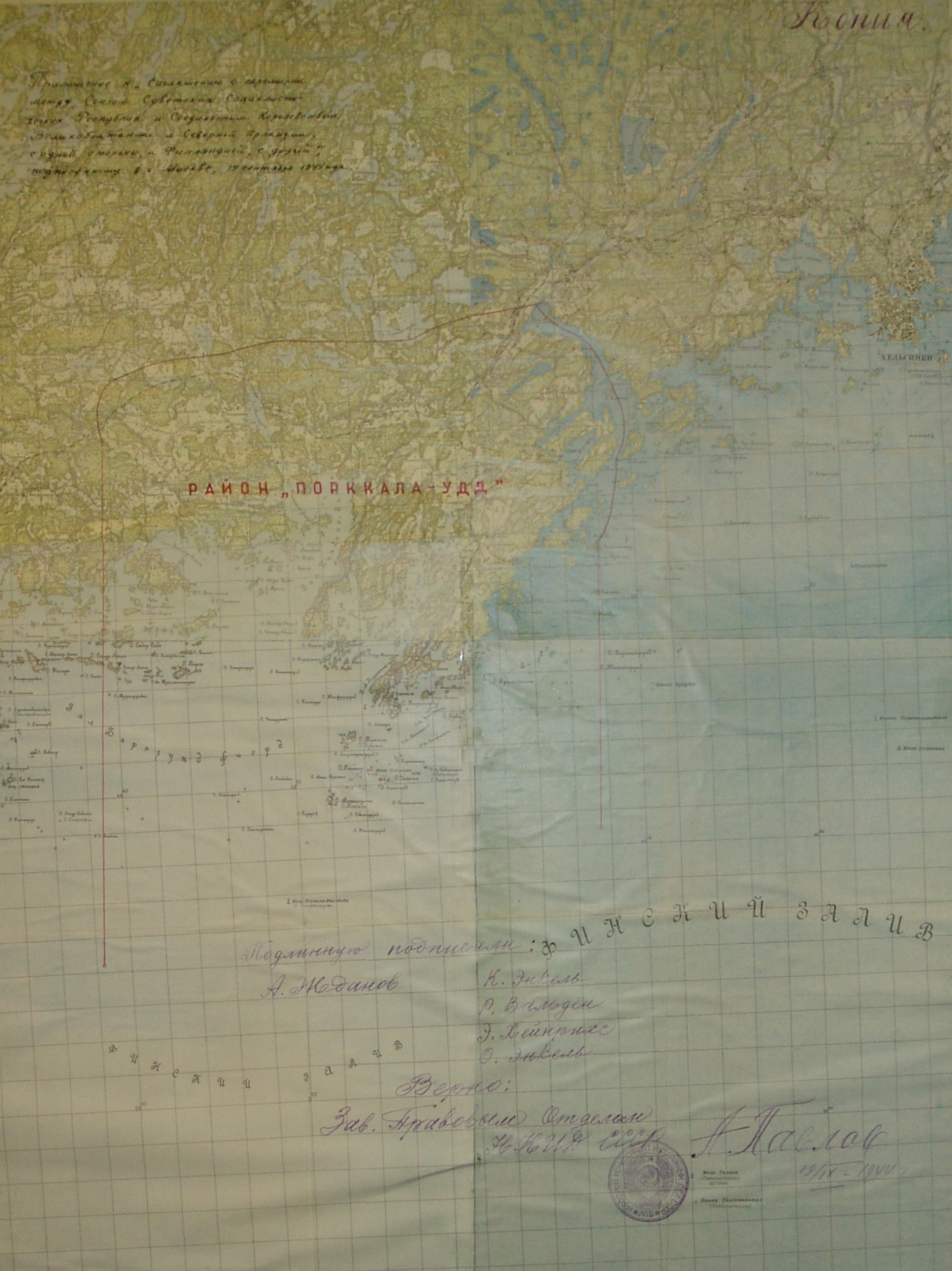
Mappa della base sovietica di Porkkala, allegata all'armistizio di Mosca

Alla fine della seconda guerra mondiale l'Unione Sovietica si assicurò il diritto di mantenere una base navale a Porkkala in accordo con quanto stabilito nell'armistizio di Mosca, che nel 1944 pose fine alla guerra di continuazione. Secondo le clausole dell'armistizio, ribadite nei trattati di Parigi, l'area sarebbe stata concessa ai sovietici per 50 anni. Nel periodo sovietico non venne stabilita alcuna amministrazione civile del territorio, che fu affidato al controllo del "Comando militare di Porkkala". In questo periodo fu concesso il transito nell'area ai treni passeggeri finlandesi della linea Helsinki-Turku, ma i loro finestrini furono bloccati e schermati, con il divieto di scattare fotografie.
Il 19 settembre 1955, esattamente undici anni dopo l'armistizio, venne stipulato un accordo bilaterale che la riportò sotto il controllo finlandese a partire dal 26 gennaio 1956. Ciò fu possibile per diversi motivi quali l'obsolescenza dell'artiglieria costiera, la neutralità della Finlandia che non aveva aderito alla NATO e i cambiamenti dell'Unione Sovietica che con Chruščёv si preparava alla destalinizzazione.